# Hermann Felsner
Hermann Felsner, również jako Ermanno Fellsner (ur. 1 kwietnia 1889 w Wiedniu, zm. 6 lutego 1977 w Grazu) – austriacki piłkarz, trener włoskich klubów.

## Kariera piłkarska
Hermann Felsner w czasie kariery piłkarskiej reprezentował barwy SC Wiener.

## Kariera trenerska
Hermann Felsner po zakończeniu kariery piłkarskiej wyjechał do Włoch w celu rozpoczęcia kariery trenerskiej, gdzie trenował kluby: dwukrotnie FC Bolognę (1920–1931, 1938–1942), w którym jest najbardziej utytułowanym trenerem w historii (czterokrotne mistrzostwo Włoch 1925, 1929, 1939, 1941, wicemistrzostwo Włoch 1927, 1940, 3. miejsce w Serie A 1930/1931), Fiorentinę Firenze (1930–1933 – awans do Serie A w sezonie 1931/1932), Sampierdarenese (1933–1936), CFC Genoa (1936–1937 – Puchar Włoch 1937), AC Milan (1937–1938 – 3. miejsce w Serie A 1937/1938), w latach 1947–1948 był dyrektorem technicznym FC Bologny oraz w latach 1948–1950 Livorno Calcio, z którym w sezonie 1949/1950 spadł do Serie B.

## Sukcesy

### Trenerskie
FC Bologna
- Mistrzostwo Włoch: 1925, 1929, 1939, 1941
- Wicemistrzostwo Włoch: 1927, 1940
- 3. miejsce w Serie A: 1931

Fiorentina Firenze
- Awans do Serie A: 1932

CFC Genoa
- Puchar Włoch: 1937

AC Milan
- 3. miejsce w Serie A: 1938

## Śmierć
Hermann Felsner zmarł 6 lutego 1977 roku w Grazu w wieku 87 lat.